# Achim Engelberg
Achim Engelberg (* 7. September 1965 in Ost-Berlin) ist ein deutscher Autor, Herausgeber und Filmemacher.

## Werdegang
Er ist der Sohn des Historikers Ernst Engelberg und der Germanistin Waltraut Engelberg. Aufgewachsen in Ostberlin, studierte er Geschichts- und Theaterwissenschaft. Nach einigen Praktika – unter anderem bei dem Dramatiker und Regisseur Heiner Müller – und einer Promotion über den englischen Autor John Berger arbeitet er als Publizist.
Er schreibt regelmäßig unter anderem für die NZZ, die Blätter für deutsche und internationale Politik, Der Freitag und Kommune. Forum für Politik, Ökonomie und Kultur und lebt in Berlin.

## Schriften
Als Autor
- Über Dörfer und Städte. Der europäische Erzähler John Berger. VanBremen, Berlin 1998, ISBN 978-3-9805534-3-8.
- Wer verloren hat, kämpfe. Dietz, Berlin 2007, ISBN 978-3-320-02110-8.
- Wo aber endet Europa? – Grenzgänger zwischen London und Ankara. Dietz, Berlin 2008, ISBN 978-3-320-02132-0.
- mit Ernst Engelberg: Die Bismarcks. Eine preußische Familiensaga vom Mittelalter bis heute. Siedler, München 2010, ISBN 978-3-88680-971-4.
- „Es tut mir leid: ich bin wieder ganz Deiner Meinung“ – Wolf Jobst Siedler und Ernst Engelberg: Eine unwahrscheinliche Freundschaft. Siedler, München 2015, ISBN 978-3-8275-0049-6.
- An den Rändern Europas. Warum sich das Schicksal unseres Kontinents an seinen Außengrenzen entscheidet. DVA, München 2021, ISBN 978-3-421-04820-2.

Als Herausgeber 
- mit Jens Becker: Montenegro im Umbruch. Reportagen und Essays. Westfälisches Dampfboot, Münster 2003, ISBN 978-3-89691-546-7.
- mit Jens Becker: Serbien nach den Kriegen. Suhrkamp, Frankfurt am Main 2008, ISBN 978-3-518-12482-6.
- Ernst Engelberg: Die Deutschen. Woher wir kommen. Dietz, Berlin 2009, ISBN 978-3-320-02170-2.
- Ernst Engelberg: Wie bewegt sich, was uns bewegt? Evolution und Revolution in der Weltgeschichte. Herausgegeben, bearbeitet und ergänzt von Achim Engelberg. Mit einer Einführung von Peter Brandt. Steiner, Stuttgart 2013, ISBN 978-3-515-10270-4.
- Ernst Engelberg: Bismarck – Sturm über Europa. Herausgegeben und bearbeitet von Achim Engelberg, Siedler, München 2014, ISBN 978-3-8275-0024-3.

## Filme
- mit Günter Heinzel: Gefangen in der Hungersteppe. Erstsendung: 30. Dezember 2008 im MDR.